# IOPS
IOPS (input/output operations per second en anglais, opérations d'entrée-sortie par seconde) est une unité de mesure commune en informatique. Elle est utilisée dans les tests de performance de supports de stockage tels les disques durs (HDD), solid-state drives (SSD) et réseaux de stockage SAN.

## Types de tests

L'accès séquentiel comparé à l'accès direct.

Les opérations séquentielles sont généralement associées à de grandes tailles de transfert de données.

Les opérations à accès direct sont quant à elles généralement associées à de petites tailles de transfert de données.
| Mesure                | Description |
| --------------------- | --- |
| Total IOPS            | Nombre total d'opérations d'I/O par seconde (lors de l'exécution d'une combinaison de tests de lecture et d'écriture) |
| Random read IOPS      | Nombre moyen d'opérations de lecture en accès direct par seconde                                                      |
| Random write IOPS     | Nombre moyen d'opérations d'écriture en accès direct par seconde                                                      |
| Sequential read IOPS  | Nombre moyen d'opérations de lecture séquentielle par seconde                                                         |
| Sequential write IOPS | Nombre moyen d'opérations d'écriture séquentielle par seconde                                                         |

## Mesure
L'organisme Storage Performance Council a élaboré un test normalisé de mesure permettant de comparer des équipements, avec un test appelé SPC-1. Le record en 2012 est détenu par un système IBM SVC avec 520 043 IOPS. Le précédent record était atteint par un système HP 3PAR avec 450 212 IOPS. Le record fin 2013 est détenu par une baie SSD Kaminario atteignant 1 239 898 IOPS. En 2015, une baie Hitachi G1000 SSD atteint 2 004 941 IOPS. En 2017 une baie NetApp AFF A700s atteint 2 400 059 IOPS.
La mesure du nombre d'IOPS n'est pas suffisante pour caractériser la performance d'un système de stockage, il faut également tenir compte du débit, qui se calcule suivant la formule :
{\displaystyle {\text{IOPS}}\times {\text{taille de bloc en octets}}={\text{octets par seconde}}}   (le résultat étant habituellement converti en Mo/s)